# 2MASS 1503+2525
2MASS J15031961+2525196 (2MASS 1503+2525)是一顆位於牧夫座附近光譜類型為T5.5的棕矮星，距離地球約 20.9光年。

## 物理特性
2MASS J15031961+2525196光譜等級是T5。